# Eurydactylodes agricolae
Eurydactylodes agricolae är en ödleart som beskrevs av  Johann Baptist Henkel och BÖHME 200. Eurydactylodes agricolae ingår i släktet Eurydactylodes och familjen geckoödlor. IUCN kategoriserar arten globalt som nära hotad. Inga underarter finns listade i Catalogue of Life.